# Cydonia Mensae
Cydonia Mensae est un relief martien (Mensa) situé dans le quadrangle de Mare Acidalium. Il est à l'origine d'un exemple de paréidolie.
Le 25 juillet 1976, au cours de sa 35e orbite, l'orbiteur Viking 1 survole Mars autour du 41° de latitude nord. C'est lors de ce passage qu'est pris le fameux cliché du « visage de Mars ». Si les scientifiques y voient un banal jeu d'ombres et lumière sur le relief, à l'époque, certains passionnés de vie extraterrestre ont cru y déceler une structure artificielle. Depuis, de nouvelles photos du visage prises par la sonde Mars Global Surveyor avec une résolution bien supérieure ont montré qu'il s'agit d'une colline érodée.
Dans la zone de Cydonia à proximité du « visage », un peu plus au sud-ouest, il y a une autre colline ressemblant à une pyramide à cinq faces, mise en évidence par Vincent DiPietro et Gregory Molenaar et nommée en conséquence D&M.

## Localisation
Cydonia Mensae, situé par 34,55° N, 347,683° E, dans la quadrangle de Mare Acidalium, est un massif martien d'une région plus large, Cydonia. Il est situé environ à mi-chemin entre le cratère Arandas et le cratère Bamberg. Avec ses structures caractéristiques, des « tabliers de débris », les scientifiques lui donnent le nom de Mensae, nom désignant les structures rocheuses,.

Vue d'ensemble de la région Cydonia, prise par Mars Express. Cydonia Mensae se trouve un peu en dessous du centre de l'image.

La région principale, Cydonia, se situe dans l'hémisphère nord de la planète, dans une zone de transition entre les régions fortement cratérisées au sud et les plaines relativement lisses au nord. Certains planétologues pensent que les plaines du nord ont pu être autrefois des lits d'océan, et que Cydonia, la région principale, a pu être une zone côtière. La zone est bordée par les plaines d'Acidalia Planitia et les hautes terres d'Arabia Terra. Outre Cydonia Mensae, elle contient également deux autres régions intéressantes : Cydonia Colles, une région de petites collines ou bosses et Cydonia Labyrinthus, un complexe de vallées entrecroisées,. Le nom de Cydonia est tirée de l'Antiquité classique, dans ce cas de Cydonia ou Kydonia (grec ancien : Κυδωνία ; latin : Cydonia), une polis historique (ville-État) sur l'île de Crète.

## «Visage de Mars»

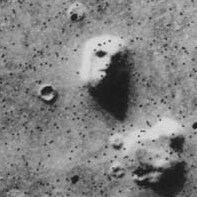
Zoom sur une partie de cliché pris par Viking 1 en 1976 où le « visage de Mars » est visible.

### Premières images
En 1976, les deux orbiteurs Viking 1 et Viking 2 survolent la région de Cydonia et prennent dix-huit images. Sept ont une résolution supérieure à 250 m/pixel et onze ont des résolutions inférieures à 550 m/pixel et sont d'une utilité limitée pour l'étude des caractéristiques de surface. Parmi les sept bonnes images, l'éclairage et l'heure à laquelle deux paires d'images ont été prises sont si proches qu'ils réduisent le nombre à cinq images distinctes.
Une des photos, prises le 25 juillet 1976 par Viking 1, montre un massif montagneux, donnant l'illusion d'un visage. Si les scientifiques du Jet Propulsion Laboratory sont surpris, ils comprennent bien vite qu'il s'agit simplement d'une mesa, une formation rocheuse typique de la région et que l'illumination de la scène, par paréidolie, leur donne l'impression d'y voir un visage,. Cela n'empêche pas la NASA, dans un communiqué de presse publié le 31 juillet, de parler d'une « énorme formation rocheuse... qui ressemble à une tête humaine... formée par des ombres donnant l'illusion d'y voir des yeux, un nez et une bouche »,.

### Spéculations
Ce simple cliché, d'un coup, devient le sujet d'innombrables théories et spéculations,. Certains scientifiques analysent l'image et tendent à dire que la structure n'est pas naturelle,. D'autres personnes croient voir des pyramides semblant même apparaître sur d'autres clichés. On entre ainsi dans une longue période de spéculations, alors même que la NASA a toujours été très claire sur le caractère naturel de ce massif rocheux. Des théories du complot émergent sur le sujet. Richard Hoagland, théoricien du complot, pense que le « Visage de Mars » est la preuve d'une civilisation martienne disparue depuis longtemps, ainsi que d'autres caractéristiques qu'ils croient présentes, comme des pyramides apparentes, font partie d'une ville en ruines.
Le « visage » est également un sujet commun parmi les groupes de sceptiques, qui l'utilisent comme un exemple de crédulité. Ils soulignent qu'il y a d'autres visages sur Mars, mais ceux-ci ne suscitent pas le même niveau d'étude. Un exemple est le cratère de Galle, qui prend la forme d'un smiley, tandis que d'autres ressemblent à Kermit la grenouille ou à d'autres célébrités.
Ces spéculations amènent à ce que ce « visage » soit repris dans la culture populaire, à travers des films, des séries, des jeux-vidéo ou des livres,.

### Images récentes et fin du mythe

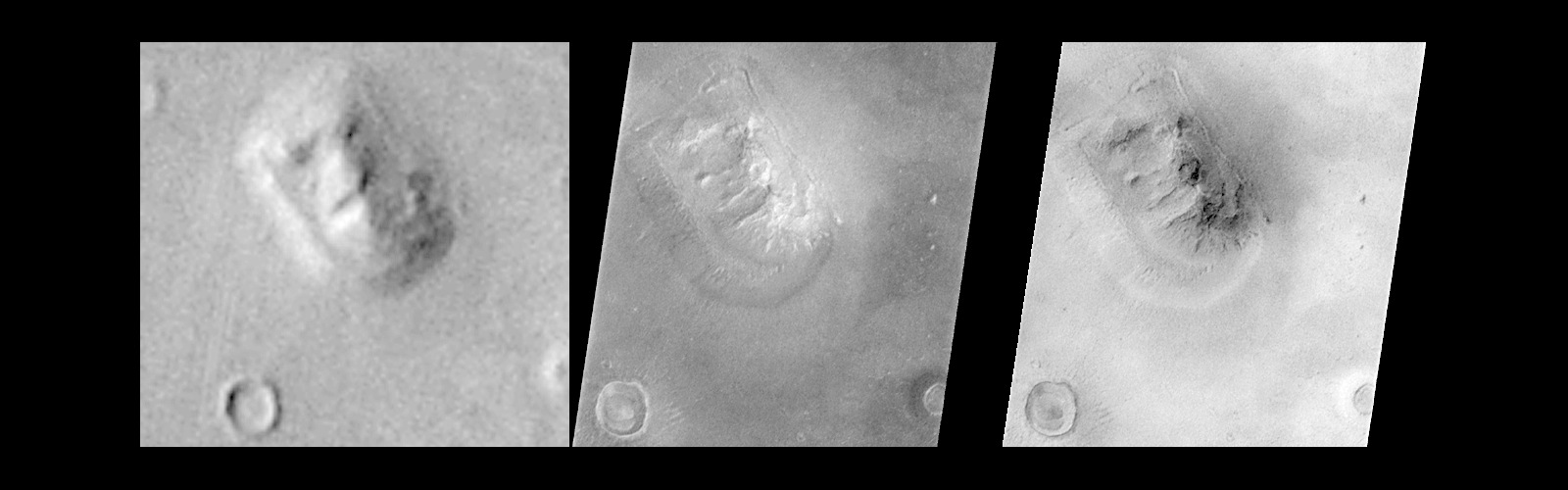
« Visage de Mars » capté, à gauche, par Viking 1 en 1976 (résolution améliorée trois fois), au centre, par l'orbiteur américain Mars Global Surveyor en 1998 et à droite, par le même satellite mais en 2001.

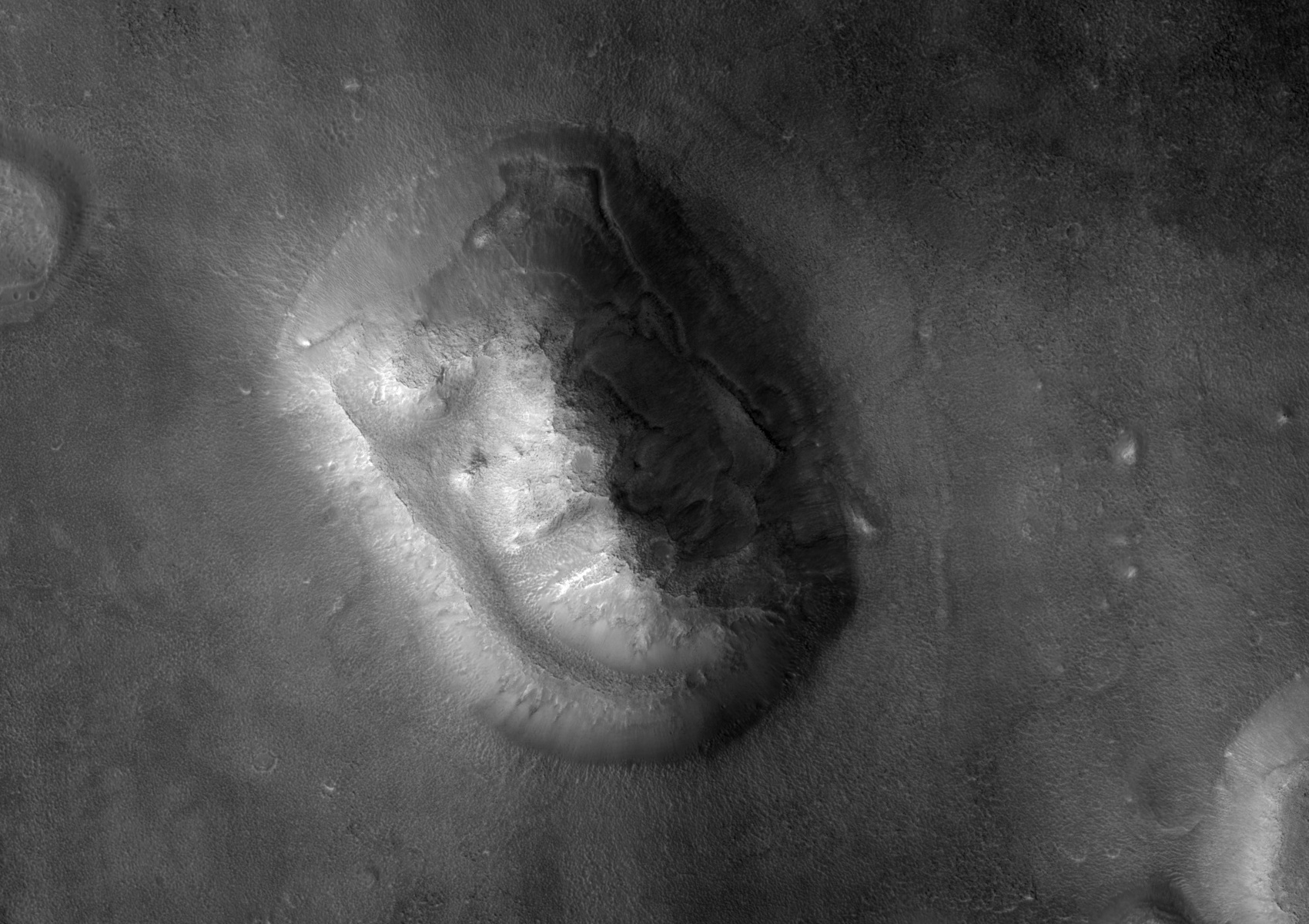
« Visage de Mars » photographié par l'orbiteur Mars Reconnaissance Orbiter en 2007.

Vue, en perspective, récrée à partir des données de Mars Express, du « Visage de Mars ».

Les spéculations autour de ce « visage » atteignent un tel niveau que la NASA en fait une des cibles prioritaires de son nouvel orbiteur, Mars Global Surveyor. Jim Garvin, chef scientifique du programme d'exploration de Mars de la NASA, déclare « nous avons photographié le « visage » dès que nous avons pu en avoir un bon aperçu ». Ainsi, le 5 avril 1998, soit 22 ans après les images prises par Viking 1, Mars Global Surveyor photographie la région avec une résolution dix fois supérieure à celle de Viking 1, grâce son imageur Mars Orbiter Camera. Comme attendu, le cliché ne dévoile qu'un massif montagneux classique et aucun signe d'un éventuel visage,.
Le cliché ne convainc toutefois pas les sceptiques. En effet, la photo est prise durant l'hiver martien, une période nuageuse prononcée sur la planète rouge. Ainsi, le massif est en partie caché par de la brume. Le problème est que la région, de par sa latitude élevée, n'est pas facile à photographier. Il faut attendre 8 avril 2001 pour que le satellite, après avoir tourné de 25°, puisse capter la scène sans aucun nuage. Avec une résolution de 1,56 m/pixel contre 43 m/pixel pour la meilleure image de Viking 1, l'image indique bien qu'il s'agit d'une simple mesa. De plus, l'altimètre à bord du satellite montre bien qu'il n'y a aucune trace de quelques cavités pour les yeux, un nez ou une bouche. Il s'agit juste d'effet d'ombrage.
De 2004 à 2006, l'orbiteur européen, Mars Express essaie de photographier la région. Il faut attendre le 22 juillet 2006 pour que des images sans nuage soient acquises. Grâce à son instrument stéréoscopique, une image en trois dimensions de Cydonia est réalisée.

## Cydonia Mensae dans la culture populaire
Cette région, avec le « visage », a suscité beaucoup d'intérêt de la part de ceux qui seraient tentés de penser qu'il existe ou a existé une civilisation martienne. Le supposé visage martien ainsi que la pyramide apparaissent ainsi dans le jeu vidéo Zak McKracken and the Alien Mindbenders, sorti en 1988, c’est-à-dire avant les clichés pris par Mars Global Surveyor.
En 1990, le film Total Recall de Paul Verhoeven emprunte aussi la thématique en utilisant la pyramide comme décor au dénouement de l'intrigue. Plus récemment, le film Mission to Mars de Brian De Palma, sorti en 2000, mentionne aussi les figures de Cydonia Mensae, le massif étant ici une structure extraterrestre et ayant réellement la forme d'un visage gigantesque.
Le 30 avril 1993, l'émission française Mystères consacre une partie de son programme au visage, des années avant les premières images nettes de Cydonia Mensae.
En 1994, une partie importante de l'intrigue du jeu UFO: Enemy Unknown a un lien avec la zone de la pyramide à cinq faces et du « visage » de Cydonia Mensae.
Le groupe de rock britannique Muse intitule l'avant dernier des titres de son album de 2006 Knights of Cydonia, en référence également à cette région de Mars.
Le jeu de rôle Final Fantasy IV l'inclut parmi le relief de la carte de la lune que le joueur peut explorer.
Dans le jeu Kerbal Space Program, il y a une colline sur Duna (planète rouge faisant référence à Mars) ressemblant au visage d'un Kerbal, en clin d’œil au Cydonia Mensae.
La série X-Files : aux frontières du réel fait référence à cette curiosité topographique dans le 9e épisode de la première saison dans lequel un astronaute de la NASA semble possédé par une entité venue de la planète Mars.
Requiem pour Cydonia est une nouvelle de science-fiction écrite par Eric Vial-Bonacci. Publiée chez Mondes futuristes éditions en 2018, elle a reçu le Prix spécial du jury.
Dans le jeu Starfield, une ville du nom de Cydonia se trouve dans la région du même nom sur Mars, près du Cydonia Mensae. Une plaque en l'honneur du « Visage de Mars » et expliquant son histoire se trouve dans la ville, à côté de l'escalier descendant vers les mines de la ville.